# 李美贞
李美贞（英語：Mi-Jung Lee，1966年9月12日—），韩裔加拿大人，現為CTV電視網温哥华直屬分台CIVT的傍晚六點鐘新聞主播。

## 生平
李美贞出生于韩国江原道春川市，4岁跟家人移民到温哥华。她於1984年毕业于温哥华的查尔斯塔珀爵士中学，后分別在卑诗大学获得英文文学学士学位，和在怀雅逊大学获得新闻学学士学位。
她於1990年加入維多利亞市的CHEK-TV，成為該台的記者和兼職主播，後於1992年轉職溫哥華的CHAN-TV（當時為CTV聯播分台BCTV）擔任記者和主播。她於1998年轉到同市的CIVT-TV（當時為獨立頻道VTV），出任該台的六點鐘新聞主播。CIVT於2001年成為CTV直屬分台後改革新聞部，李美貞遂調任該台晚上11點半新聞的主播和監製。她亦曾於2008年1月起主持CTV全國晨間節目新增的兩小時加西版本，直至該加西版本於同年6月停播為止，後則調任CIVT的下午五點鐘新聞主播。CIVT於2018年4月解僱傍晚六點鐘新聞的兩名主播後，於同年8月宣布委派李美貞和播報該節新聞。

## 個人生活
她与丈夫和两个儿子生活在温哥华。她於2013年確診患上乳癌，切除腫瘤和左邊乳房後康復。

## 演出作品
李美貞曾於數部電影中飾演記者和主播：
| 年份 | 標題                | 角色        | 附註 |
| ---- | ------------------- | ----------- | ---- |
| 2000 | 《第六日》          | 主播        |      |
| 2003 | 《X戰警2》          | 記者        |      |
| 2006 | 《X戰警：最後戰役》 | 主播        |      |
| 2006 | 《毒蛇嚇機》        | 主播        |      |
| 2007 | 《The Invisible》   | 主播        |      |
| 2007 | 《Hot Rod》         | 主播        |      |
| 2009 | 《守護者》          | 主播        |      |
| 2010 | 《創：光速戰記》    | Debra Chung |      |